# 奈良県立大淀高等学校
奈良県立大淀高等学校（ならけんりつ おおよどこうとうがっこう, Nara Prefectural Oyodo High School）は、奈良県吉野郡大淀町下渕に所在した公立の高等学校。

## 概要
歴史
1923年（大正12年）創立の「奈良県立吉野高等女学校」を前身とする。1948年（昭和23年）4月の学制改革により新制高等学校となった。当初の名称は「奈良県立吉野高等学校」で女子校であったが、同年9月の統合・再編により、「奈良県立大淀高等学校」に校名を改め、男女共学を開始した。2013年（平成25年）に創立90周年を迎えた。奈良県教育委員会が策定した県立高等学校適正化実施計画により、2021年度に、奈良県立吉野高等学校と統合され奈良県立奈良南高等学校が開校した。校地は両校の校地を引き続き使用し、大淀校舎では、普通科・情報科・総合学科（土木・林業・建築を除く）の授業が実施されている。
設置課程・学科
全日制課程 普通科
- 文理コース
- ビジネスコース
- 看護・医療コース（特色選抜）- 2013年（平成25年）4月新設。

校訓
「敬愛・克己」
校章
吉野川の波頭と桜の花弁、「高」の文字（上部が山の形になっている）を組み合わせている。新制高等学校発足時の1948年（昭和23年）に生徒・教職員に募集され、中垣良彦（当時教諭）の図案が採用された。
校歌
作詞は前川佐美雄、作曲は柳川守（校閲は信時潔）による。歌詞は2番まであり、両番に校名の「大淀高校」が登場する。1951年（昭和26年）に制定された。

## 沿革
高等女学校時代
- 1923年（大正12年）
  - 2月15日 - 「奈良県立吉野高等女学校」の設立が認可される。
  - 4月1日 - 開校。
  - 4月10日 - 開校式と入学式を挙行。
- 1947年（昭和22年）4月1日 - 学制改革（六・三制の実施）が行われる。
  - 高等女学校の募集を停止。
  - 新制中学校を併設し（以下・併設中学校）、高等女学校1・2年修了者を併設中学校2・3年生として収容。
  - 併設中学校は経過措置としてあくまで暫定的に設置されたため、新たに生徒募集は行われずに在校生が2・3年生のみの中学校であった。
  - 高等女学校3・4年修了者は、そのまま在籍し4・5年生となった（4年修了時点で卒業することもできた）。

新制高等学校
- 1948年（昭和23年）
  - 4月1日 - 学制改革（六・三・三制の実施）により高等女学校が廃止され、新制高等学校「奈良県立吉野高等学校」（女子校）が発足。
  - 8月30日 - 高校三原則に基づく公立高校の統合・再編により総合制の「奈良県立大淀高等学校」（男女共学）が発足。
  - 12月15日 - 定時制家庭課程を設置。
- 1949年（昭和24年）
  - 3月31日 - 併設中学校を廃止。
  - 4月1日 - 校旗を制定。
  - 5月7日 - 下市分校（定時制）を設置。
  - 7月1日 - 増口分校（定時制）を設置。
- 1950年（昭和25年）
  - 3月31日 - 増口分校を廃止。
  - 4月1日 - 黒滝分校（定時制）を設置。
- 1951年（昭和26年）2月9日 - 校歌を制定。
- 1952年（昭和27年）4月1日 - 定時制家庭課程を廃止し 定時制普通課程を設置。
- 1956年（昭和31年）4月1日 - 全日制女子課程（家庭課程）を設置。創立記念日を10月15日に制定。
- 1958年（昭和33年）4月1日 - 下市分校が、旧・秋野中学校校舎に移転。
- 1960年（昭和35年）3月31日 - 黒滝分校を廃止（分校が下市分校1校となる）。
- 1962年（昭和37年）4月1日 - 通常制を「全日制課程」に、定時制を「定時制課程」に、普通課程を「普通科」に、女子課程を「女子科」に改称。
- 1964年（昭和39年）3月31日 - 本校の定時制課程普通科を廃止。
- 1965年（昭和40年）3月19日 - 寄宿舎を改築。
- 1968年（昭和43年）5月20日 - 生徒昇降口兼ロッカー室を設置。
- 1971年（昭和46年）3月12日 - プールが完成。
- 1973年（昭和48年）3月31日 - 本校の全日制課程女子科を廃止。下市分校を廃止（分校が0となる）。
- 1979年（昭和54年）11月20日 - 鉄筋コンクリート造4階建ての新校舎が完成。
- 1980年（昭和55年）12月5日 - 運動場の全面改修を実施。
- 1981年（昭和56年）4月1日 - 寄宿舎が奈良県立高等学校総合寄宿舎大淀寮となる。
- 1983年（昭和58年）8月15日 - 鉄筋コンクリート造4階建ての特別教室が完成。
- 1991年（平成3年）6月29日 - 体育館を改築。
- 1993年（平成5年）3月31日 - 部室を改築。
- 1999年（平成11年）4月1日 - 武道場を改修。
- 2013年（平成23年）4月1日
  - 従来の人文コース・自然科学コース・英語コース・ビジネスコースの4コースを統合し、「文理コース・ビジネスコース」の2コースに再編。
  - 看護・医療コースを新設。
- 2021年4月1日 - 奈良県立吉野高等学校と再編統合され奈良県立奈良南高等学校が開校。
- 2023年
  - 2月28日 - 閉校式を敢行[2]
  - 3月31日 - 閉校

## 部活動
運動部
- サッカー部 - 全国高等学校サッカー選手権大会に出場経験がある。（第57回・第58回・第59回・第62回・第63回・第64回）

## 著名な出身者
- 大井啓世（競輪選手）
- 内藤就行（元サッカー選手）
- 馬場悠（サッカー選手）